# Division 1 Féminine 2014/15
Die Saison 2014/15 der Division 1 Féminine war die 41. Ausspielung der französischen Frauenfußballmeisterschaft seit der offiziellen Anerkennung des Frauenfußballs durch die FFF, den Fußballverband Frankreichs, im Jahr 1970 und der ersten Austragung in der Saison 1974/75. Die Division 1 Féminine genannte Spielklasse wird im reinen Ligamodus in einer aus einer einzigen Gruppe bestehenden, zwölf Teams umfassenden, landesweiten höchsten Liga ausgetragen.
Die Saison begann am 30. August 2014 und endete am 9. Mai 2015; zwischen 21. Dezember und 11. Januar gab es eine wegen der Weltmeisterschaft nur kurze Winterpause, in der die Erstdivisionäre zudem in den Landespokal eingreifen mussten. Die letzten acht Runden im Kalenderjahr 2015 verteilten sich auf einen ungewöhnlich langen Zeitraum. Von Januar bis März sowie im Mai kam es wegen Pokal und Länderspielen der Nationalelf jeweils nur zwei Spieltagen, im April sogar zu gar keinem.
Titelverteidiger Olympique Lyon gewann zum neunten Mal in Folge die Meisterschaft.

## Qualifikation und Austragungsmodus

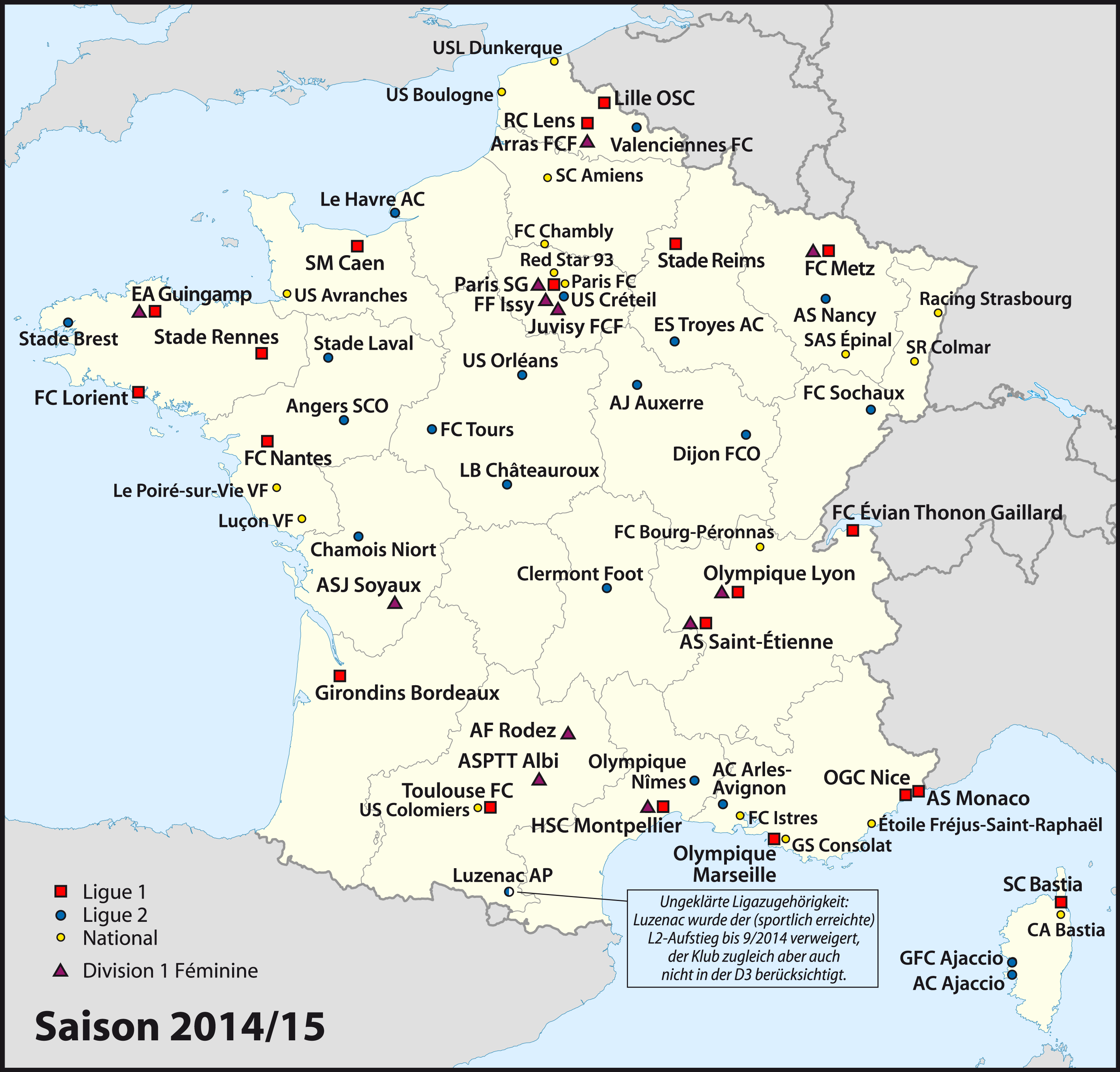

Für die Teilnahmeberechtigung wurde ausschließlich das Abschneiden der Frauschaften in der Vorsaison berücksichtigt; qualifiziert waren die neun bestplatzierten Teams der Vorsaison sowie drei Aufsteiger, die jeweils ihre Gruppe der Division 2 Féminine als Tabellenerste beendet hatten. Den Platz der AS Algrange, deren Frauenabteilung sich nach dem Aufstieg dem FC Metz anschloss, hat Letzterer eingenommen. Somit starteten folgende zwölf Teilnehmer in diese Saison:
- aus dem Norden: Arras FCF, Aufsteiger FF Issy, Juvisy FCF, Aufsteiger FC Metz, Paris Saint-Germain
- aus dem Westen: EA Guingamp, ASJ Soyaux
- aus dem Süden: Aufsteiger ASPTT Albi, Titelverteidiger Olympique Lyon, HSC Montpellier, AF Rodez, AS Saint-Étienne

Die Meisterschaft wird in einer doppelten Punkterunde ausgespielt, in der jeder Teilnehmer in Heim- und Auswärtsspiel gegen jeden anderen antritt. Es gilt die auch im französischen Amateurfußball bis ins 21. Jahrhundert hinein übliche „modifizierte Drei-Punkte-Regel“ mit vier Punkten für einen Sieg, zwei für ein Unentschieden und einem für eine auf dem Spielfeld errungene Niederlage; bei Punktgleichheit gibt zunächst der direkte Vergleich und bei Erforderlichkeit anschließend die bessere Gesamt-Tordifferenz, falls auch dann noch Gleichheit besteht, gegebenenfalls die höhere Zahl erzielter Treffer den Ausschlag. Am Ende der Saison müssen die drei Tabellenletzten absteigen, die für die kommende Spielzeit durch drei Aufsteiger – die Siegerinnen der drei Gruppen der zweiten Division – ersetzt werden.
Die französischen Meisterinnen sowie die Zweitplatzierten der Division 1 Féminine qualifizieren sich für den Frauen-Europapokalwettbewerb der folgenden Spielzeit.

## Ergebnisse, Tabelle und Saisonverlauf
|                     | ASP Alb | FCF Arr | EA Gui | FF Iss | FCF Juv | Oly Lyo | FC Met | HSC Mon | SG Par | AF Rod | AS StÉ | ASJ Soy |
| ASPTT Albi          |         | 3:1     | 1:2    | 5:0    | 0:3     | 0:4     | 2:0    | 1:7     | 0:4    | 2:1    | 1:0    | 1:1     |
| Arras FCF           | 0:3     |         | 0:2    | 3:1    | 0:4     | 2:8     | 0:2    | 0:6     | 0:3    | 0:5    | 1:1    | 2:3     |
| EA Guingamp         | 3:0     | 2:0     |        | 1:0    | 1:6     | 0:3     | 2:2    | 1:1     | 0:3    | 4:2    | 3:2    | 1:2     |
| FF Issy             | 0:2     | 1:1     | 0:4    |        | 1:5     | 0:9     | 0:1    | 1:3     | 0:2    | 2:3    | 0:3    | 0:0     |
| Juvisy FCF          | 4:0     | 4:0     | 1:2    | 3:1    |         | 1:4     | 4:0    | 1:3     | 0:3    | 2:0    | 3:0    | 3:0     |
| Olympique Lyon      | 14:0    | 14:0    | 3:0    | 6:0    | 4:0     |         | 11:0   | 4:0     | 2:1    | 7:0    | 5:1    | 9:0     |
| FC Metz             | 7:0     | 3:1     | 0:2    | 1:1    | 1:3     | 0:15    |        | 2:2     | 0:9    | 2:3    | 0:1    | 1:1     |
| HSC Montpellier     | 3:0     | 8:0     | 0:0    | 9:0    | 3:1     | 1:5     | 5:0    |         | 0:1    | 0:0    | 1:0    | 1:0     |
| Paris Saint-Germain | 6:0     | 5:0     | 2:1    | 5:0    | 2:0     | 0:4     | 7:0    | 2:1     |        | 5:0    | 2:0    | 6:0     |
| AF Rodez            | 2:0     | 1:1     | 2:4    | 5:1    | 0:1     | 0:6     | 1:2    | 0:4     | 1:3    |        | 1:0    | 0:0     |
| AS Saint-Étienne    | 2:0     | 5:1     | 1:2    | 1:2    | 0:1     | 0:6     | 2:1    | 0:4     | 0:7    | 1:4    |        | 2:0     |
| ASJ Soyaux          | 1:0     | 5:1     | 0:4    | 3:2    | 0:3     | 0:4     | 5:2    | 1:1     | 0:10   | 3:2    | 1:2    |         |

| Pl.                                                    | Frauschaft          | Sp | G  | U | V  | Tore   | Diff.   | Pkte.  |
| ------------------------------------------------------ | ------------------- | -- | -- | - | -- | ------ | ------- | ------ |
| 1.                                                     | Olympique Lyon (TV) | 22 | 22 | 0 | 0  | 147:06 | +141    | 88     |
| 2.                                                     | Paris Saint-Germain | 22 | 20 | 0 | 2  | 088:09 | +79     | 82     |
| 3.                                                     | Juvisy FCF          | 22 | 15 | 0 | 7  | 053:25 | +28     | 67     |
| 4.                                                     | HSC Montpellier     | 22 | 13 | 5 | 4  | 063:20 | +43     | 66     |
| 5.                                                     | EA Guingamp         | 22 | 13 | 3 | 6  | 041:31 | +10     | 63     |
| 6.                                                     | ASJ Soyaux          | 22 | 7  | 5 | 10 | 026:57 | −31     | 48     |
| 7.                                                     | AF Rodez            | 22 | 7  | 3 | 12 | 033:50 | −17     | 46     |
| 8.                                                     | AS Saint-Étienne    | 22 | 7  | 1 | 14 | 024:46 | −22 (a) | 44     |
| 9.                                                     | ASPTT Albi (N)      | 22 | 7  | 1 | 14 | 021:65 | −44 (a) | 44     |
| 10.                                                    | FC Metz (N)         | 22 | 5  | 4 | 13 | 027:77 | −50     | 41     |
| 11.                                                    | FF Issy (N)         | 22 | 1  | 3 | 18 | 013:75 | −62     | 28     |
| 12.                                                    | Arras FCF           | 22 | 1  | 3 | 18 | 014:89 | −75     | 25 (b) |
| TV = Titelverteidiger; N = Neu in der D1F (Aufsteiger) |                     |    |    |   |    |        |         |        |

In der sommerlichen Transferperiode hat es diesmal vergleichsweise wenige spektakuläre Personalwechsel gegeben, weil lediglich Paris sich namhaft verstärkt hat (Zugänge von Caroline Seger, Fatmire Alushi, Josephine Henning und Ann-Katrin Berger, während Tobin Heath und Caroline Pizzala die Hauptstadt verlassen haben); erklärtes Ziel von PSG ist der Gewinn der Meisterschaft. Bei Lyon sorgte vor allem der Trainerwechsel von Patrice Lair zu Gérard Prêcheur für Aufsehen; ansonsten setzte der Verein seinen Kurs der Sparsamkeit fort und verpflichtete mit Ada Hegerberg und Torfrau Méline Gérard nur zwei bekanntere Spielerinnen neu. Diese beiden Vereine sind im Übrigen auch die einzigen, deren gesamtes Aufgebot aus „Vollzeit-Proetten“ besteht. Die Ligafavoriten trafen in der Hinrunde am 1. November aufeinander; außerdem ergab die Champions-League-Auslosung, dass sie zudem in den beiden folgenden Wochen zwei Achtelfinalpartien auf europäischer Ebene gegeneinander bestreiten mussten. Das Punktspiel in Lyon fand vor gut 10.100, die beiden Begegnungen im Europapokal vor 6.300 beziehungsweise 8.500 Zuschauern statt.
Juvisy hat seinen Kader für die „Saison eins nach der Ära Soubeyrand“ nur punktuell und ohne nennenswerte Investitionen ergänzt, strebt aber gleichwohl an, die Titelfavoriten zu „kitzeln“. Montpellier schließlich setzt verstärkt auf seine jungen Spielerinnen wie Claire Lavogez oder Sandie Toletti, die im August bei der U-20-Weltmeisterschaft geglänzt haben. Dazu hat der MHSC sich von den Ex-Nationalspielerinnen Hoda Lattaf (Karriereende), Ludivine Diguelman, Élodie Ramos und Ophélie Meilleroux (alle drei zum Zweitligisten FF Nîmes Métropole Gard) sowie von Josefine Öqvist und zu Weihnachten von Jennifer Beattie getrennt, mit Laëtitia Tonazzi aus Lyon und der Schwedin Sofia Jakobsson allerdings zugleich zwei routinierte Angreiferinnen dazugeholt. Moderat verstärkt hat sich auch der Vorjahresfünfte aus Guingamp (Zugänge von Marine Dafeur aus Hénin-Beaumont, Aminata Diallo aus Arras, Ugochi Desire Oparanozie und zu Rückrundenbeginn noch Ami Ōtaki), der sich auf immerhin sieben aktuelle U-20-WM-Teilnehmerinnen stützen kann und im Übrigen mit Sarah M’Barek über die einzige Frau auf einem Trainerstuhl in dieser Liga verfügt. Arras hat alleine fünf Neuzugänge vom nordfranzösischen Nachbarn und Absteiger FCF Hénin-Beaumont zu verzeichnen. Von den Aufsteigern hat einzig Albi größer investiert und mit der Irin Stephanie Roche sowie den Amerikanerinnen Catherine Fitzsimmons und Caroline Brown drei Ausländerinnen verpflichtet; Metz schließlich holte die 33-jährige Brasilianerin Simone nach Frankreich zurück, die bis 2009 in Lyon tätig war.
Nach Abschluss der Hinrunde ergab sich an der Tabellenspitze die Rangordnung der letzten Jahre – Lyon vor Paris und Juvisy –; lediglich Montpellier hatte nicht mithalten können und konnte sich aufgrund zahlreicher Remis gegen schwächere Teams nur hinter Guingamp platzieren. Ansonsten brachte die erste Saisonhälfte wenig Überraschendes, sieht man davon ab, dass Liganeuling Albi sich im Tabellenmittelfeld etablierte. Die anderen beiden Aufsteiger kämpfen gemeinsam mit Arras und Saint-Étienne, das sich schon in der Vorsaison nur um Haaresbreite in der D1F hatte halten können, gegen den Abstieg.
Zu einer ersten Vorentscheidung kam es Anfang Januar, als Paris dank seines Sieges bei Juvisy aus dem Drei- einen Zweikampf um Meisterschaft und Champions-League-Plätze machte. Zum ausschlaggebenden Aufeinandertreffen um den Titel kam es am 21. Februar, als Lyon sich in Paris deutlich durchsetzte. Zumindest rechnerisch waren alle wesentlichen Entscheidungen vorzeitig gefallen – drei Spieltage vor Saisonende stand der Abstieg von Arras und Issy, eine Runde später auch der von Metz sowie der erneute Titelgewinn von Lyon fest.
Olympique hat zum dritten Mal eine Spielzeit ohne jeglichen Punktverlust absolviert und zudem seinen eigenen, 2012/13 aufgestellten Liga-Torrekord (bisher: 132 Treffer) ein weiteres Mal deutlich erhöht.
Die Zweitliga-Aufsteiger zur folgenden Saison sind VGA Saint-Maur (sechsfacher Landesmeister in den 1980ern und D1F-Rückkehrer nach 17 Jahren), ESOF La Roche (zuletzt 2011 in der obersten Liga) sowie als absoluter Neuling der FF Nîmes Métropole Gard.

## Die Spielerinnen des Meisters
Trainer Gérard Prêcheur hatte folgende 25 Fußballerinnen in seinem Saisonkader (in Klammern die Zahl der Punktspieleinsätze):
- Tor: Sarah Bouhaddi (18), Méline Gérard (4), Cindy Perrault (0)
- Abwehr: Noémi Carage (1), Estelle Cascarino (1), Saki Kumagai (22), Corine Petit (17), Mélissa Plaza (2), Wendie Renard (21)
- Mittelfeld: Camille Abily (19), Élise Bussaglia (17), Delphine Cascarino (2), Lara Dickenmann (20), Maëlle Garbino (3), Amandine Henry (19), Amel Majri (20), Louisa Nécib (16), Ève Périsset (10), Mylaine Tarrieu (1), Makan Mouchou Traoré (3)
- Angriff: Ada Hegerberg (22), Eugénie Le Sommer (22), Lucie Pingeon (8), Lotta Schelin (21), Élodie Thomis (15)

Olympiques 147 Treffer erzielten: Schelin 34, Le Sommer 29, Hegerberg 26, Abily 12, Dickenmann, Renard je 10, Majri 8, Pingeon, Thomis je 4, Bussaglia, Kumagai, Nécib je 2, Bouhaddi, Henry und Périsset je 1. Dazu kam ein Eigentor einer gegnerischen Spielerin.

## Erfolgreichste Torschützinnen
Endstand
| Pl. | Name                  | Team          | Tore |
| --- | --------------------- | ------------- | ---- |
| 1.  | Lotta Schelin         | Lyon          | 34   |
| 2.  | Eugénie Le Sommer     | Lyon          | 29   |
| 3.  | Ada Hegerberg         | Lyon          | 26   |
| 4.  | Sofia Jakobsson       | Montpellier   | 16   |
| 5.  | Sarah Palacin         | Saint-Étienne | 15   |
| 6.  | Marie-Laure Delie     | Paris         | 14   |
|     | Flavie Lemaître       | Rodez         | 14   |
|     | Gaëtane Thiney        | Juvisy        | 14   |
| 9.  | Kosovare Asllani      | Paris         | 13   |
| 10. | Camille Abily         | Lyon          | 12   |
|     | Sandrine Brétigny     | Juvisy        | 12   |
| 12. | Kenza Dali            | Paris         | 11   |
|     | Desire Oparanozie     | Guingamp      | 11   |
| 14. | Camille Catala        | Juvisy        | 10   |
|     | Lara Dickenmann       | Lyon          | 10   |
|     | Wendie Renard         | Lyon          | 10   |
| 17. | Lindsey Horan         | Paris         | 9    |
| 18. | Gwendoline Djebbar    | Soyaux        | 8    |
|     | Claire Lavogez        | Montpellier   | 8    |
|     | Marie-Charlotte Léger | Metz          | 8    |
|     | Amel Majri            | Lyon          | 8    |
| 22. | Ludivine Bultel       | Arras         | 7    |
|     | Shirley Cruz Traña    | Paris         | 7    |
|     | Megan Lindsay         | Metz          | 7    |
|     | Julie Peruzzetto      | Albi          | 7    |
|     | Caroline Seger        | Paris         | 7    |